# Ikebukuro station
Ikebukuro station (japanska: 池袋駅?, Ikebukuro eki) är ett stationskomplex i Toshima, Tokyo, Japan bestående av tre järnvägsstationer från olika bolag: JR Ikebukuro station (av JR Higashi Nihon), Tobu Ikebukuro station, Seibu Ikebukuro station och tunnelbanestationen Tokyo metro Ikebukuro station. Eftersom den ligger på Yamanotelinjen och är ändstation för såväl Seibu, Tobu och Tokyo metros Marunouchilinje är det en hektisk bytesstation.

## JR Ikebukuro station

Spårkarta över JR Ikebukuro.

JR Ikebukuro station öppnades 1 april 1903 av Japanese Government Railways (JGR) när Yamanotelinjen förlängdes från Mejiro till Tabata. Den har 8 spår, alla med plattform för linjerna Yamanote, Saikyō, Shōnan–Shinjuku (formellt Yamanote godslinje men används inte längre för gods). 

## Tobu Ikebukuro station

Spårkarta över Tobu Ikebukuro.

Tobu Ikebukuro station öppnades 1 maj 1914 då Tobu som första bolag att erbjuda en direktlinje mellan Kawagoe och Tokyo. Det är en säckstation med tre spår som är terminal för Tojolinjen som enda linje. Stationen är integrerad med Tobus galleria på 83 000 m².

## Seibu Ikebukuro station

Spårkarta över Seibu Ikebukuro.

1915 öppnade Musashino en järnväg mellan Hannō, Saitama och Ikebukuro. Den linjen är idag Seibu Ikebukurolinjen och terminalstationen Seibu Ikebukuro station. Det är en säckstation med fyra spår och fyra platformar som är terminal för Ikebukurolinjen som enda linje. Stationen är integrerad med gallerian Seibu Ikebukuro Honten, drygt 80 000 m² i 12 våningar.